# Stixis punctata
Stixis punctata är en skalbaggsart som beskrevs av Charles Joseph Gahan 1890. Stixis punctata ingår i släktet Stixis och familjen långhorningar. Inga underarter finns listade i Catalogue of Life.